# کونراد فری
کونراد فری ورزشکار مرد رشتهٔ ژیمناستیک اهل کشور آلمان است. وی در بین سال‌های ‎۱۹۳۶ میلادی در مسابقات بازی‌های المپیک تابستانی در مجموع ۶ مدال، شامل ۳ مدال طلا و ۱ نقره و ۲ برنز را کسب کرد.